# Lijst van afleveringen van Andromeda
Dit is een lijst met afleveringen van de Amerikaanse televisieserie Andromeda. De serie telt 5 seizoenen. Een overzicht van alle afleveringen is hieronder te vinden.

## Seizoen 1
| Nr. | Titel aflevering                   | Uitzenddatum VS  |
| --- | ---------------------------------- | ---------------- |
| 1   | Under the Night                    | 2 oktober 2000   |
| 2   | An Affirming Flame                 | 9 oktober 2000   |
| 3   | To Loose the Fateful Lightning     | 16 oktober 2000  |
| 4   | D Minus Zero                       | 23 oktober 2000  |
| 5   | Double Helix                       | 30 oktober 2000  |
| 6   | Angel Dark, Demon Bright           | 6 november 2000  |
| 7   | The Ties That Blind                | 13 november 2000 |
| 8   | The Banks of the Lethe             | 20 november 2000 |
| 9   | A Rose in the Ashes                | 27 november 2000 |
| 10  | All Great Neptune's Ocean          | 15 januari 2001  |
| 11  | The Pearls That Were His Eyes      | 22 januari 2001  |
| 12  | The Mathematics of Tears           | 29 januari 2001  |
| 13  | Music of a Distant Drum            | 5 februari 2001  |
| 14  | Harper 2.0                         | 12 februari 2001 |
| 15  | Forced Perspective                 | 19 februari 2001 |
| 16  | The Sum of Its Parts               | 26 februari 2001 |
| 17  | Fear and Loathing in the Milky Way | 9 april 2001     |
| 18  | The Devil Take the Hindmost        | 16 april 2001    |
| 19  | The Honey Offering                 | 23 april 2001    |
| 20  | Star-Crossed                       | 30 april 2001    |
| 21  | It Makes a Lovely Light            | 7 mei 2001       |
| 22  | Its Hour Come 'Round at Last       | 14 mei 2001      |

## Seizoen 2
| Nr. | Titel aflevering                | Uitzenddatum VS  |
| --- | ------------------------------- | ---------------- |
| 1   | The Widening Gyre               | 1 oktober 2001   |
| 2   | Exit Strategies                 | 8 oktober 2001   |
| 3   | A Heart for Falsehood Framed    | 15 oktober 2001  |
| 4   | Pitiless as the Sun             | 22 oktober 2001  |
| 5   | Last Call at the Broken Hammer  | 29 oktober 2001  |
| 6   | All Too Human                   | 5 november 2001  |
| 7   | Una Salus Victus                | 12 november 2001 |
| 8   | Home Fires                      | 19 november 2001 |
| 9   | Into the Labyrinth              | 26 november 2001 |
| 10  | The Prince                      | 14 januari 2002  |
| 11  | Bunker Hill                     | 21 januari 2002  |
| 12  | Ouroboros                       | 28 januari 2002  |
| 13  | Lava and Rockets                | 4 februari 2002  |
| 14  | Be All My Sins Remembered       | 11 februari 2002 |
| 15  | Dance of the Mayflies           | 18 februari 2002 |
| 16  | In Heaven Now Are Three         | 25 februari 2002 |
| 17  | The Things We Cannot Change     | 8 april 2002     |
| 18  | The Fair Unknown                | 15 april 2002    |
| 19  | Belly of the Beast              | 27 april 2002    |
| 20  | The Knight, Death and the Devil | 29 april 2002    |
| 21  | Immaculate Perception           | 6 mei 2002       |
| 22  | Tunnel at the End of the Light  | 13 mei 2002      |

## Seizoen 3
| Nr. | Titel aflevering                | Uitzenddatum VS   |
| --- | ------------------------------- | ----------------- |
| 1   | If the Wheel Is Fixed           | 21 september 2002 |
| 2   | The Shards of Rimini            | 7 oktober 2002    |
| 3   | Mad to Be Saved                 | 14 oktober 2002   |
| 4   | Cui Bono                        | 21 oktober 2002   |
| 5   | The Lone and Level Sands        | 28 oktober 2002   |
| 6   | Slipfighter the Dogs of War     | 4 november 2002   |
| 7   | The Leper's Kiss                | 11 november 2002  |
| 8   | For Whom the Bell Tolls         | 18 november 2002  |
| 9   | And Your Heart Will Fly Away    | 25 november 2002  |
| 10  | The Unconquerable Man           | 20 januari 2003   |
| 11  | Delenda Est                     | 27 januari 2003   |
| 12  | The Dark Backward               | 3 februari 2003   |
| 13  | The Risk-All Point              | 10 februari 2003  |
| 14  | The Right Horse                 | 17 februari 2003  |
| 15  | What Happens to a Rev Deferred? | 24 februari 2003  |
| 16  | Point of the Spear              | 31 maart 2003     |
| 17  | Vault of the Heavens            | 7 april 2003      |
| 18  | Deep Midnight's Voice           | 14 april 2003     |
| 19  | The Illusion of Majesty         | 21 april 2003     |
| 20  | Twilight of the Idols           | 28 april 2003     |
| 21  | Day of Judgement, Day of Wrath  | 5 mei 2003        |
| 22  | Shadows Cast by a Final Salute  | 12 mei 2003       |

## Seizoen 4
| Nr. | Titel aflevering                       | Uitzenddatum VS   |
| --- | -------------------------------------- | ----------------- |
| 1   | Answers Given to Questions Never Asked | 29 september 2003 |
| 2   | Pieces of Eight                        | 6 oktober 2003    |
| 3   | Waking the Tyrant's Device             | 13 oktober 2003   |
| 4   | Double or Nothingness                  | 20 oktober 2003   |
| 5   | Harper/Delete                          | 27 oktober 2003   |
| 6   | Soon the Nearing Vortex                | 3 november 2003   |
| 7   | The World Turns All Around Her         | 10 november 2003  |
| 8   | Conduit to Destiny                     | 17 november 2003  |
| 9   | Machinery of the Mind                  | 12 januari 2004   |
| 10  | Exalted Reason, Resplendent Daughter   | 19 januari 2004   |
| 11  | The Torment, the Release               | 26 januari 2004   |
| 12  | The Spider's Stratagem                 | 2 februari 2004   |
| 13  | The Warmth of an Invisible Light       | 9 februari 2004   |
| 14  | The Others                             | 16 februari 2004  |
| 15  | Fear Burns Down to Ashes               | 23 februari 2004  |
| 16  | Lost in a Space That Isn't There       | 5 april 2004      |
| 17  | Abridging the Devil's Divide           | 12 april 2004     |
| 18  | Trusting the Gordian Maze              | 19 april 2004     |
| 19  | A Symmetry of Imperfection             | 26 april 2004     |
| 20  | Time Out of Mind                       | 3 mei 2004        |
| 21  | The Dissonant Interval: Part 1         | 10 mei 2004       |
| 22  | The Dissonant Interval: Part 2         | 17 mei 2004       |

## Seizoen 5
| Nr. | Titel aflevering                 | Uitzenddatum VS   |
| --- | -------------------------------- | ----------------- |
| 1   | The Weight: Part 1               | 24 september 2004 |
| 2   | The Weight: Part 2               | 1 oktober 2004    |
| 3   | Phear Phactor Phenom             | 8 oktober 2004    |
| 4   | Decay of the Angel               | 15 oktober 2004   |
| 5   | The Eschatology of Our Present   | 22 oktober 2004   |
| 6   | When Goes Around...              | 29 oktober 2004   |
| 7   | Attempting Screed                | 5 november 2004   |
| 8   | So Burn the Untamed Lands        | 12 november 2004  |
| 9   | What Will Be Was Not             | 19 november 2004  |
| 10  | The Test                         | 7 januari 2005    |
| 11  | Through a Glass, Darkly          | 14 januari 2005   |
| 12  | Pride Before the Fall            | 21 januari 2005   |
| 13  | Moonlight Becomes You            | 28 januari 2005   |
| 14  | Past Is Prolix                   | 8 februari 2005   |
| 15  | The Opposites of Attraction      | 11 februari 2005  |
| 16  | Saving Light from a Black Sun    | 18 februari 2005  |
| 17  | Totaled Recall                   | 8 april 2005      |
| 18  | Quantum Tractate Delirium        | 15 april 2005     |
| 19  | One More Day's Light             | 22 april 2005     |
| 20  | Chaos and the Stillness of It    | 29 april 2005     |
| 21  | The Heart of the Journey: Part 1 | 6 mei 2005        |
| 22  | The Heart of the Journey: Part 2 | 13 mei 2005       |